# Partit Comunista d'Euskadi
El Partit Comunista d'Euskadi-Euskadiko Partidu Komunista forma part del Partit Comunista d'Espanya. El seu àmbit d'actuació és el País Basc i Navarra. El seu referent juvenil és Gazte Komunistak. El seu òrgan d'expressió és Hemen eta Orain (Aquí i Ara). El PCE-EPK participa electoralment en Ezker Batua-Berdeak i en Esquerra Unida de Navarra - Nafarroako Ezker Batua. En el món laboral el seu sindicat de referència és Comissions Obreres d'Euskadi.
El Partit Comunista d'Euskadi es basa en el marxisme-revolucionari i, d'acord amb els seus programes, "en les aportacions teòriques, polítiques i culturals dels projectes d'alliberament que tenen com a objectiu la democràcia plena, la supressió de qualsevol forma d'explotació del ser humà i el socialisme com negació dialèctica i de superació del capitalisme". Es defineix com a partit nacional, de classe, laic i republicà. En l'últim congrés, en 2005, va ser triada Secretària General del PCE-EPK Isabel Salud, també Secretària Federal de Moviment Obrer del Partit Comunista d'Espanya.